# 聖具室

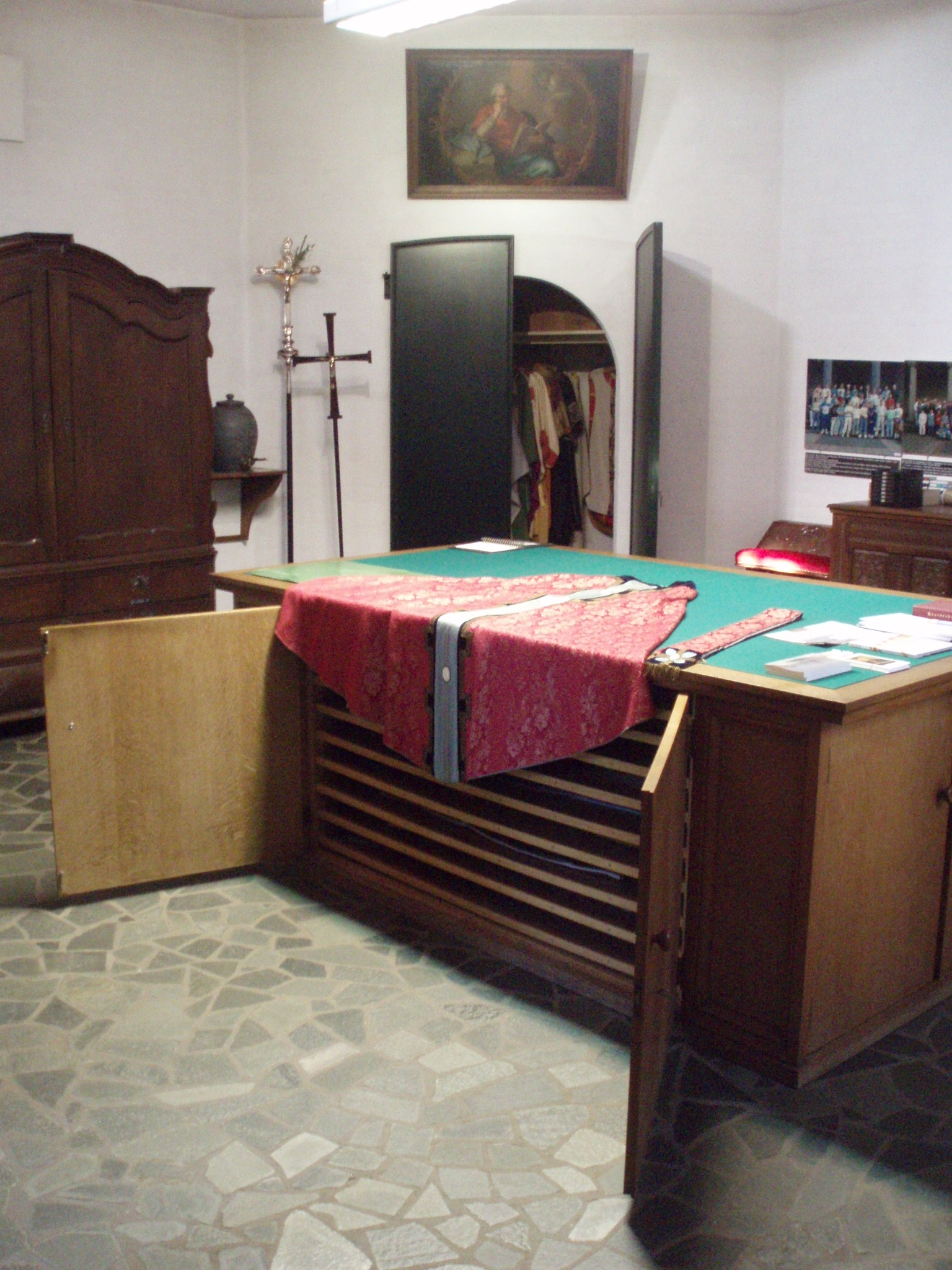
聖具室の様子。キャビネットにカズラとストールが乗っており、着る準備ができている。

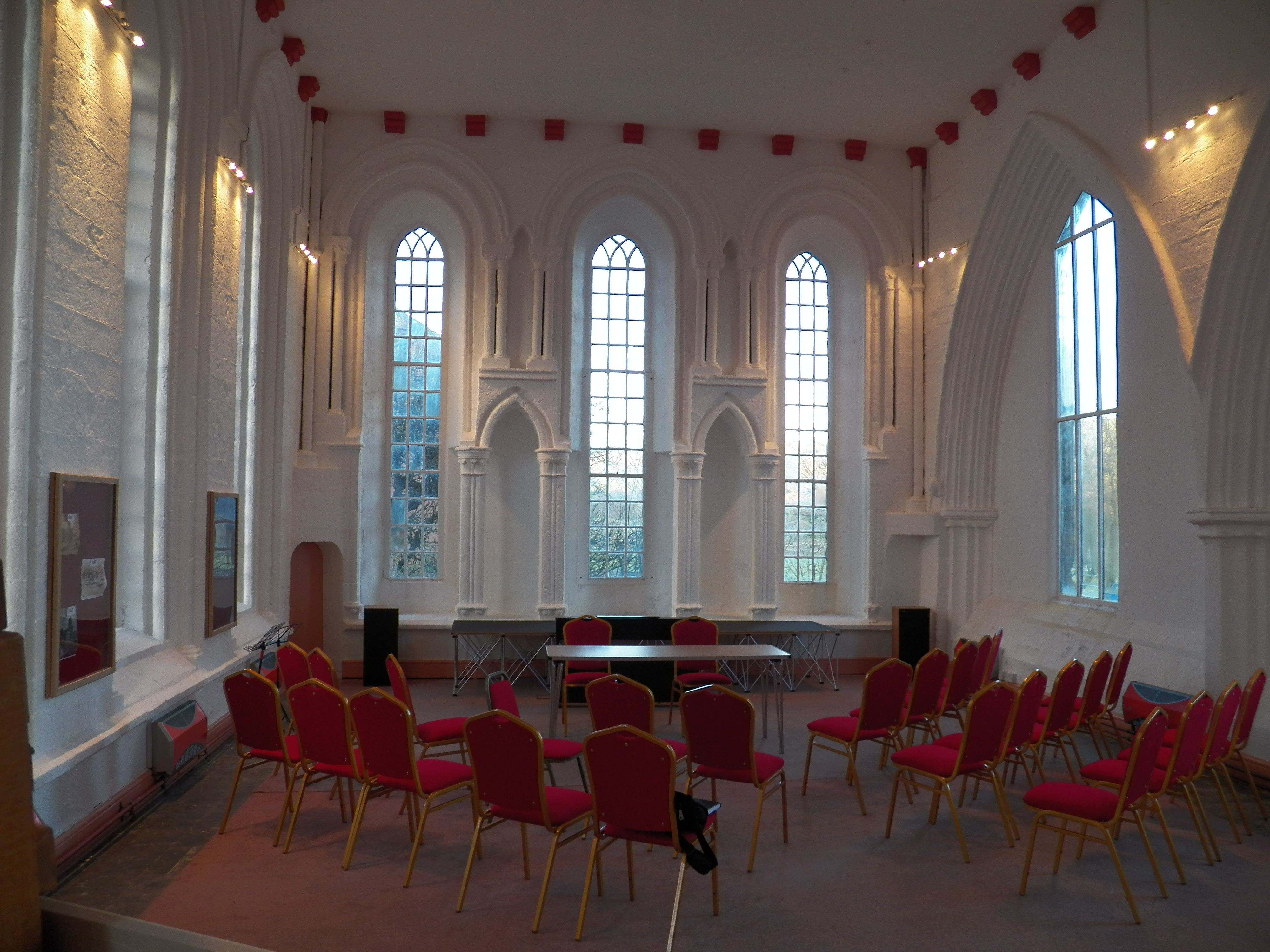
修道院のChancel(聖壇の周囲)。聖具室の扉が左に見える。
1190年頃の建築。St Bees Priory(カンブリア)。

聖具室（せいぐしつ、英語: sacristy）とは、（アルバやカズラに代表される）祭服やその他の教会の備品、聖餐用の道具や教区の記録などを保管する部屋である。
本項ではこの部屋を聖具室として記載するが、日本語においてこの部屋の名前は教派によって異なり、カトリック教会では「香部屋（こうべや）」、聖公会では「サクリスティ」、ルター派では「準備室」、正教会においては「祭具室」など、さまざまな名前で呼ばれる。聖公会においてはベストリーがサクリスティを兼ねていることがある。
聖具室は通常教会堂の中に位置するが、離れや（いくつかの修道院でそうであるように）別の建物に存在する場合もある。大抵の古い教会堂では、聖具室は祭壇の近くの横方面に位置するか、もっと一般的には教会堂の主となる祭壇の裏か、横側に位置する。もっと新しい教会では聖具室が、教会堂への入り口の近くなどの別の場所にある例がしばしば見られる。いくつかの教会では1つ以上の聖具室を備えており、部屋ごとにそれぞれ別な機能をもつこととなる。通常では追加された聖具室は教会の管理用に使われ、ろうそくやその他の備品が置かれる。
ただし、教会において、教会堂の一般的な構造を説明する文章に聖具室（ないしそれに準じる部屋）の説明がない場合もあり、教会堂に必ずある構造というわけではない。
聖具室は聖職者や侍者の衣服や教会行事の準備などに使われる。教会行事が終わったときに聖職者たちは聖具室に戻り、行事で使用されたさまざまな用具を片付ける。また、アンテペンディウムや祭壇布なども聖具室で保管される。教区記録は聖具室に保管される場合もあり、その場合は教区の事務員により管理される。